# Idaea damnata
Idaea damnata är en fjärilsart som beskrevs av Walker 1861. Idaea damnata ingår i släktet Idaea och familjen mätare. Inga underarter finns listade i Catalogue of Life.